# Самооблагане
Самооблàгане е форма на доброволно участие на населението в Народна република България в набирането на средства за мероприятия с местно значение.
Още преди Освобождението има практика в българските земи по доброволно набиране от българското население на средства за обществено значими дейности и строежи, която се запазва и след него в българската държава.
Набирането на такива средства се урежда нормативно и се въвежда през 1951 г. със Закона за самооблагане на селското население. Със Закона за самооблагане (1958 г., с изменения и допълнения) в самооблагането се включва и градското население. Самооблагането се организира по инициатива на обществените организации и въз основа на решение на общо събрание на гражданите. Осъществява се в пари, в доброволен труд или в труд и парични вноски. Максималният размер на самооблагането е 3 % от доходите, определени със Закона за данъка върху общия доход (1950 г., с изменения и допълнения). Събраните средства се използват за благоустрояване, електрификация и водоснабдяване на селищата, за построяване на детски ясли и градини, училища, читалища, здравни заведения и други. Паричните средства, материалите и трудът по самооблагането се отчитат отделно от редовните бюджетни приходи.
На 1 януари 1980 г. влиза в сила Закон за отменяне на Закона за самооблагане на населението и от същата дата самооблагане не се прилага. Съгласно този закон неизразходваните до 31 декември 1979 г. парични средства от самооблагане на населението се прехвърлят във фонд „Развитие на териториалните единици“ към съответния общински (районен) народен съвет. Неиздължените до 31 декември 1979 г. суми от самооблагането се опрощават.